# Галисийцы в США
Галисийцы в США (галис. galegos americanos) — национальная, культурная и этнолингвистическая группа, жители США, исторической родиной которых является Галисия, регион на северо-западе Пиренейского полуострова.
Галисийская миграция в США происходила в основном между 1868 и 1930 годами. Также была вторая, меньшая волна в конце 1940-х и 1950-х годов, когда галисийцы сформировали небольшую общину в Ньюарке.